# Marek Havlík
Marek Havlík (Lubná, 8 luglio 1995) è un calciatore ceco, centrocampista dello Slovácko.

## Caratteristiche tecniche
È un mediano mancino, che già all'età di 16 anni era definito "promettente".

## Palmarès

### Club

#### Competizioni nazionali
- Coppa della Repubblica Ceca: 1

Slovácko: 2021-2022